# Стюарт Петман
Стюарт Петман (на англ.: Stuart Pettman) е английски професионален играч на снукър, роден на 24 април 1975 година в Престън, Lancashire, Англия.

## Кариера
Стюарт Петман достига до първи кръг на Световното първенство през две последователни години – 2003 и 2004 г. През 2005 г. е победен от Шон Мърфи в последния кръг на квалификациите.
Той прекарва 3 сезона в топ 48 на световната ранглиста. През сезон 2007/2008 започва силно, достигайки осминафинал на Шанхай мастърс, включвайки се от втория кръг на квалификациите. Там той побеждава последователно Джими Робъртсън с 5 – 3 фрейма, Анди Хикс отново с 5 – 3 фрейма, Джо Пери с 5 – 4, Cao Kaisheng с категоричното 5 – 0. В 1/16 финалите печели служебно срещу Рони О'Съливан, след като „Ракетата“ се отказва от игра. В осминафиналната битка отстъпва на Стюарт Бингам след 5 – 4 фрейма.
През сезон 2008/2009 успява да се класира отново за Шанхай мастърс и му предстои битка с Рони О'Съливан. По пътя си до този осминафинален мач достига след победи в квалификациите над Simon Bedford (5 – 3), Rory McLeod (5 – 3) и Найджъл Бонд (5 – 4).
Най-добрите класирания на Петман са осминафиналите на турнира за Купата на Малта 2005, Гран При 2005 и Шанхай мастърс 2007.

## Сезон 2009/10
| Турнир                    | Резутат | Спечелени пари | Ранкинг точки | Най-голям брейк | 100+ брейк | 50+ брейк | Брой спечелени срещи |
| ------------------------- | ------- | -------------- | ------------- | --------------- | ---------- | --------- | -------------------- |
| Шанхай мастърс 2009       |         | £              |               |                 |            |           |                      |
| Гран При 2009             |         | £              |               |                 |            |           |                      |
| Британско първенство 2009 |         | £              |               |                 |            |           |                      |
| Мастърс 2010              |         | £              |               |                 |            |           |                      |
| Първенство на Уелс 2010   |         | £              |               |                 |            |           |                      |
| Първенство на Китай 2010  |         | £              |               |                 |            |           |                      |
| Световно първенство 2010  |         | £              |               |                 |            |           |                      |
| Общо                      |         | £              |               |                 |            |           |                      |